# Tritriva
Tritriva is een plaats en commune in het centrum van Madagaskar, behorend tot het district Betafo, dat gelegen is in de regio Vakinankaratra. Tijdens een volkstelling in 2001 telde de plaats 17.356 inwoners.
De plaats biedt enkel lager onderwijs aan. 90 % van de bevolking werkt als landbouwer en 10 % houdt zich bezig met veeteelt. Het belangrijkste landbouwproduct is aardappelen; andere belangrijke producten zijn mais, gerst, rijst en sojabonen.